# Liste des chapitres de Spy × Family
Cette page recense la liste des chapitres du manga Spy × Family.

## Liste des volumes
| no | Japonais         | Japonais                                                                 | Français           | Français                                                                                    |
| no | Date de sortie   | ISBN                                                                     | Date de sortie     | ISBN                                                                                        |
| --- | ---------------- | ------------------------------------------------------------------------ | ------------------ | ------------------------------------------------------------------------------------------- |
| 1 | 4 juillet 2019   | 978-4-08-882011-8                                                        | 10 septembre 2020  | 978-2-38071-024-3                                                                           |
| Liste des chapitres : - Mission 1 (MISSION: 1, Misshon: 1) - Mission 2 (MISSION: 2, Misshon: 2) - Mission 3 (MISSION: 3, Misshon: 3) - Mission 4 (MISSION: 4, Misshon: 4) - Mission 5 (MISSION: 5, Misshon: 5) |                  |                                                                          |                    |                                                                                             |
| Afin de contrer le mouvement belliciste de son hostile voisin Ostania, les services secrets de Westalis (WISE) envoie leur meilleur espion, Twilight, dans la ville de Berlint en Ostanie pour y mener l'opération Strix. L'objectif de l'opération est d'approcher Donovan Desmond, président du Parti « Nation unifiée » d'Ostania, afin de lui soutirer des informations séditieuses. La mission exige que Twilight crée une fausse famille et place son enfant à la prestigieuse Académie Eden, où il peut approcher en toute sécurité l'insaisissable Donovan dans le cadre d'un événement scolaire destiné aux étudiants d'élite et à leurs parents. Twilight se prend une fausse identité sous le nom de Loid Forger, avec la profession de psychiatre et adopte une enfant en provenance d'un étrange orphelinat nommée Anya, qui est en réalité télépathe et ancienne cobaye d'un projet secret ostanien. Après avoir sauvé Anya d'un kidnapping, Loid l'aide à passer l'examen d'entrée à l'Eden et apprend qu'elle a besoin d'une « mère » pour assister à l'entretien de l'école. Un peu plus tard, Loid et Anya rencontrent par hasard Yor Briar, un employé de la mairie de Berlint à la recherche d'un prétendu petit ami. À son insu, Yor est un assassin professionnel nommé Princesse Ibara. Après s'être entraidés dans une bataille contre des bandits, Yor et Loid se proposent et acceptent de faire un faux mariage. Après l'emménagement de Yor, la famille Forger se prépare à l'entretien tout en s'efforçant de s'adapter à la nouvelle norme en tant que famille fictive. Le jour de l'entretien, la famille Forger aide l'école en arrêtant un troupeau d'animaux en fuite, gagnant ainsi le respect du directeur Henry Henderson. Leur entretien se solde par un échec apparent car l'un des membres de l'équipe pédagogique, le professeur Murdoch Swan, le sabote délibérément en affligeant Anya, ce qui pousse Loid, furieux, à écourter l'entretien en brisant littéralement une table en bois présente dans la salle. |                  |                                                                          |                    |                                                                                             |
| 2 | 4 octobre 2019   | 978-4-08-882120-7                                                        | 12 novembre 2020   | 978-2-38071-025-0                                                                           |
| Liste des chapitres : - Mission 6 (MISSION: 6, Misshon: 6) - Mission 7 (MISSION: 7, Misshon: 7) - Mission 8 (MISSION: 8, Misshon: 8) - Mission 9 (MISSION: 9, Misshon: 9) - Mission 10 (MISSION: 10, Misshon: 10) - Mission 11 (MISSION: 11, Misshon: 11) - Extra Mission 1 (EXTRA MISSION: 1, Ekusutora Misshon: 1) |                  |                                                                          |                    |                                                                                             |
| 3 | 4 janvier 2020   | 978-4-08-882183-2                                                        | 11 février 2021    | 978-2-38071-147-9                                                                           |
| Liste des chapitres : - Mission 12 (MISSION: 12, Misshon: 12) - Mission 13 (MISSION: 13, Misshon: 13) - Mission 14 (MISSION: 14, Misshon: 14) - Mission 15 (MISSION: 15, Misshon: 15) - Mission 16 (MISSION: 16, Misshon: 16) - Mission 17 (MISSION: 17, Misshon: 17) - Extra Mission 2 (EXTRA MISSION: 2, Ekusutora Misshon: 2) |                  |                                                                          |                    |                                                                                             |
| 4 | 13 mai 2020      | 978-4-08-882229-7                                                        | 12 mai 2021        | 978-2-38071-148-6                                                                           |
| Liste des chapitres : - Mission 18 (MISSION: 18, Misshon: 18) - Mission 19 (MISSION: 19, Misshon: 19) - Mission 20 (MISSION: 20, Misshon: 20) - Mission 21 (MISSION: 21, Misshon: 21) - Mission 22 (MISSION: 22, Misshon: 22) - Mission 23 (MISSION: 23, Misshon: 23) - Extra Mission 1 (SHORT MISSION: 1, Shōto Misshon: 1) - Extra Mission 2 (SHORT MISSION: 2, Shōto Misshon: 2) |                  |                                                                          |                    |                                                                                             |
| 5 | 4 septembre 2020 | 978-4-08-882229-7                                                        | 19 août 2021       | 978-2-38071-149-3                                                                           |
| Liste des chapitres : - Mission 24 (MISSION: 24, Misshon: 24) - Mission 25 (MISSION: 25, Misshon: 25) - Mission 26 (MISSION: 26, Misshon: 26) - Mission 27 (MISSION: 27, Misshon: 27) - Mission 28 (MISSION: 28, Misshon: 28) - Mission 29 (MISSION: 29, Misshon: 29) - Mission 30 (MISSION: 30, Misshon: 30) - Extra Mission 3 (SHORT MISSION: 3, Shōto Misshon: 3) |                  |                                                                          |                    |                                                                                             |
| 6 | 28 décembre 2020 | 978-4-08-882545-8                                                        | 10 novembre 2021   | 978-2-38071-150-9 (édition standard) 978-2-38071-240-7 (édition limitée)                    |
| En France, l'édition limitée contient une jaquette alternative exclusive ainsi qu'une plaque en métal aux couleurs de la série.Liste des chapitres : - Mission 31 (MISSION: 31, Misshon: 31) - Mission 32 (MISSION: 32, Misshon: 32) - Mission 33 (MISSION: 33, Misshon: 33) - Mission 34 (MISSION: 34, Misshon: 34) - Mission 35 (MISSION: 35, Misshon: 35) - Mission 36 (MISSION: 36, Misshon: 36) - Mission 37 (MISSION: 37, Misshon: 37) - Extra Mission 4 (SHORT MISSION: 4, Shōto Misshon: 4) |                  |                                                                          |                    |                                                                                             |
| 7 | 4 juin 2021      | 978-4-08-882669-1                                                        | 10 février 2022    | 978-2-38071-260-5                                                                           |
| Liste des chapitres : - Mission 38 (MISSION: 38, Misshon: 38) - Mission 39 (MISSION: 39, Misshon: 39) - Mission 40 (MISSION: 40, Misshon: 40) - Mission 41 (MISSION: 41, Misshon: 41) - Mission 42 (MISSION: 42, Misshon: 42) - Mission 43 (MISSION: 43, Misshon: 43) - Mission 44 (MISSION: 44, Misshon: 44) - Extra Mission 5 (SHORT MISSION: 5, Shōto Misshon: 5) |                  |                                                                          |                    |                                                                                             |
| 8 | 4 novembre 2021  | 978-4-08-882843-5 (édition standard) 978-4-08-908415-1 (édition limitée) | 30 juin 2022       | 978-2-38071-295-7 (édition standard) 978-2-38071-391-6 (édition limitée)                    |
| Au Japon, l'édition limitée contient un lot de 4 portes-clés à l'image de Twilight, Anya, Yor et Bond. En France, l'édition limitée contient un écrin collector ainsi que 16 ex-libris.Liste des chapitres : - Mission 45 (MISSION: 45, Misshon: 45) - Mission 46 (MISSION: 46, Misshon: 46) - Mission 47 (MISSION: 47, Misshon: 47) - Mission 48 (MISSION: 48, Misshon: 48) - Mission 49 (MISSION: 49, Misshon: 49) - Mission 50 (MISSION: 50, Misshon: 50) - Mission 51 (MISSION: 51, Misshon: 51) - Mission 52 (MISSION: 52, Misshon: 52) - Mission 53 (MISSION: 53, Misshon: 53) - Extra Mission 6 (SHORT MISSION: 6, Shōto Misshon: 6) |                  |                                                                          |                    |                                                                                             |
| 9 | 4 avril 2022     | 978-4-08-883076-6                                                        | 1er septembre 2022 | 978-2-38071-296-4 (édition standard) 0000000000 (EAN 312-703-004003-9) (édition E. Leclerc) |
| En France, ce tome est disponible avec une jaquette alternative exclusive aux magasins E.Leclerc. Une autre jaquette alternative est également disponible exclusivement à la librairie Le Comptoir du Rêve.Liste des chapitres : - Mission 54 (MISSION: 54, Misshon: 54) - Mission 55 (MISSION: 55, Misshon: 55) - Mission 56 (MISSION: 56, Misshon: 56) - Mission 57 (MISSION: 57, Misshon: 57) - Mission 58 (MISSION: 58, Misshon: 58) - Mission 59 (MISSION: 59, Misshon: 59) - Mission 60 (MISSION: 60, Misshon: 60) - Mission 61 (MISSION: 61, Misshon: 61) |                  |                                                                          |                    |                                                                                             |
| 10 | 4 octobre 2022   | 978-4-08-883127-5                                                        | 1er décembre 2022  | 978-2-38071-297-1                                                                           |
| En France, ce tome est disponible avec une jaquette alternative exclusive aux magasins du groupe Libraires EnsembleListe des chapitres : - Mission 62 (MISSION: 62, Misshon: 62) - Mission 63 (MISSION: 63, Misshon: 63) - Mission 64 (MISSION: 64, Misshon: 64) - Mission 65 (MISSION: 65, Misshon: 65) - Mission 66 (MISSION: 66, Misshon: 66) - Extra Mission 7 (SHORT MISSION: 7, Shōto Misshon: 7) - Extra Mission 8 (SHORT MISSION: 8, Shōto Misshon: 8) |                  |                                                                          |                    |                                                                                             |
| 11 | 4 avril 2023     | 978-4-08-883313-2                                                        | 12 octobre 2023    | 978-2-38071-537-8 (édition standard) 978-2-38071-434-0 (édition limitée)                    |
| Liste des chapitres : - Mission 67 Partie 1 (MISSION: 67 Part 1, Misshon: 67 Pāto 1) - Mission 67 Partie 2 (MISSION: 67 Part 2, Misshon: 67 Pāto 2) - Mission 68 (MISSION: 68, Misshon: 68) - Mission 69 (MISSION: 69, Misshon: 69) - Mission 70 (MISSION: 70, Misshon: 70) - Mission 71 (MISSION: 71, Misshon: 71) - Mission 72 (MISSION: 72, Misshon: 72) - Mission 73 (MISSION: 73, Misshon: 73) - Mission 74 (MISSION: 74, Misshon: 74) - Mission 75 (MISSION: 75, Misshon: 75) |                  |                                                                          |                    |                                                                                             |
| 12 | 4 octobre 2023   | 978-4-08-883675-1                                                        | 14 mars 2024       | 979-10-420-1402-5                                                                           |
| Liste des chapitres : - Mission 76 (MISSION: 76, Misshon: 76) - Mission 77 (MISSION: 77, Misshon: 77) - Mission 78 (MISSION: 78, Misshon: 78) - Mission 79 (MISSION: 79, Misshon: 79) - Mission 80 (MISSION: 80, Misshon: 80) - Mission 81 (MISSION: 81, Misshon: 81) - Mission 82 (MISSION: 82, Misshon: 82) - Mission 83 (MISSION: 83, Misshon: 83) - Mission 84 (MISSION: 84, Misshon: 84) - Extra Mission 9 (SHORT MISSION: 9, Shōto Misshon: 9) - Extra Mission 10 (SHORT MISSION: 10, Shōto Misshon: 10) |                  |                                                                          |                    |                                                                                             |
| 13 | 4 mars 2024      | 978-4-08-883839-7 (édition standard) 978-4-08-908457-1 (édition limitée) | 10 octobre 2024    | 979-10-420-1470-4 (édition standard) 979-10-420-1471-1 (édition limitée)                    |
| Liste des chapitres : - Mission 85 (MISSION: 85, Misshon: 85) - Mission 86 (MISSION: 86, Misshon: 86) - Mission 87 (MISSION: 87, Misshon: 87) - Mission 88 (MISSION: 88, Misshon: 88) - Mission 89 (MISSION: 89, Misshon: 89) - Mission 90 (MISSION: 90, Misshon: 90) - Mission 91 (MISSION: 91, Misshon: 91) - Mission 92 (MISSION: 92, Misshon: 92) - Extra Mission 11 (SHORT MISSION: 11, Shōto Misshon: 11) |                  |                                                                          |                    |                                                                                             |
| 14 | 4 septembre 2024 | 978-4-08-884154-0                                                        | 13 mars 2025       | 979-1-04-201872-6                                                                           |
| Liste des chapitres : - Mission 93 (MISSION: 93, Misshon: 93) - Mission 94 (MISSION: 94, Misshon: 94) - Mission 95 (MISSION: 95, Misshon: 95) - Mission 96 (MISSION: 96, Misshon: 96) - Mission 97 (MISSION: 97, Misshon: 97) - Mission 98 (MISSION: 98, Misshon: 98) - Mission 99 (MISSION: 99, Misshon: 99) - Extra Mission 12 (SHORT MISSION: 12, Shōto Misshon: 12) - Extra Mission 13 (SHORT MISSION: 13, Shōto Misshon: 13) |                  |                                                                          |                    |                                                                                             |
| 15 | 4 mars 2025      | 978-4-08-884337-7                                                        | 9 octobre 2025     | 979-1-04-201873-3 (édition standard) 979-1-04-201935-8 (édition limitée)                    |
| Liste des chapitres : - Mission 100 (MISSION: 100, Misshon: 100) - Mission 101 (MISSION: 101, Misshon: 101) - Mission 102 (MISSION: 102, Misshon: 102) - Mission 103 (MISSION: 103, Misshon: 103) - Mission 104 (MISSION: 104, Misshon: 104) - Mission 105 (MISSION: 105, Misshon: 105) - Mission 106 (MISSION: 106, Misshon: 106) - Mission 107 (MISSION: 107, Misshon: 107) - Mission 108 (MISSION: 108, Misshon: 108) - Extra Mission 14 (SHORT MISSION: 14, Shōto Misshon: 14) |                  |                                                                          |                    |                                                                                             |
| 16 | 3 octobre 2025   | 978-4-08-884527-2                                                        |                    |                                                                                             |
| — |                  |                                                                          |                    |                                                                                             |
| Liste des chapitres : - Mission 109 (MISSION: 109, Misshon: 109) - Mission 110 (MISSION: 110, Misshon: 110) - Mission 111 (MISSION: 111, Misshon: 111) - Mission 112 (MISSION: 112, Misshon: 112) - Mission 113 (MISSION: 113, Misshon: 113) - Mission 114 (MISSION: 114, Misshon: 114) - Extra Mission 15 (SHORT MISSION: 15, Shōto Misshon: 15) - Mission 115 (MISSION: 115, Misshon: 115) - Mission 116 (MISSION: 116, Misshon: 116) - Extra Mission 16 (SHORT MISSION: 16, Shōto Misshon: 16) - Mission 117 (MISSION: 117, Misshon: 117) - Mission 118 (MISSION: 118, Misshon: 118) - Mission 119 (MISSION: 119, Misshon: 119) - Mission 120 (MISSION: 120, Misshon: 120) - Extra Mission 17 (SHORT MISSION: 17, Shōto Misshon: 17) - Mission 121 (MISSION: 121, Misshon: 121) |                  |                                                                          |                    |                                                                                             |

## Fanbooks
| no | Japonais       | Japonais          | Français                                                       | Français                                                              |
| no | Date de sortie | ISBN              | Date de sortie                                                 | ISBN                                                                  |
| --- | -------------- | ----------------- | -------------------------------------------------------------- | --------------------------------------------------------------------- |
| 1 | 2 mai 2022     | 978-4-08-883118-3 | 14 mars 2024 (édition standard) 9 novembre 2023 (édition luxe) | 978-2-38071-523-1 (édition standard) 978-2-38071-628-3 (édition luxe) |
| Ce fanbook est intitulé EYES ONLY.Liste des chapitres : - CHARACTER STORY Chapter: 01 () - CHARACTER STORY Chapter: 02 () - CHARACTER STORY Chapter: 03 () |                |                   |                                                                |                                                                       |

## Référence
- Cet article est partiellement ou en totalité issu de l'article intitulé « Spy × Family » (voir la liste des auteurs).

### Œuvres

#### Édition japonaise
Édition standard
1. 1 2  (ja) « Tome 01 », sur Shūeisha
2. 1 2  (ja) « Tome 02 », sur Shūeisha
3. 1 2  (ja) « Tome 03 », sur Shūeisha
4. 1 2  (ja) « Tome 04 », sur Shūeisha
5. 1 2  (ja) « Tome 05 », sur Shūeisha
6. 1 2  (ja) « Tome 06 », sur Shūeisha
7. 1 2  (ja) « Tome 07 », sur Shūeisha
8. 1 2  (ja) « Tome 08 », sur Shūeisha
9. 1 2  (ja) « Tome 09 », sur Shūeisha
10. 1 2  (ja) « Tome 10 », sur Shūeisha
11. 1 2  (ja) « Tome 11 », sur Shūeisha
12. 1 2  (ja) « Tome 12 », sur Shūeisha
13. 1 2  (ja) « Tome 13 », sur Shūeisha
14. 1 2  (ja) « Tome 14 », sur Shūeisha
15. 1 2  (ja) « Tome 15 », sur Shūeisha
16. 1 2  (ja) « Tome 16 », sur Shūeisha

Édition limitée
1. ↑  « Tome 08 Édition limitée », sur Shūeisha
2. ↑  « Tome 13 Édition limitée », sur Shūeisha

Fanbook
1. 1 2  « Fanbook 01 - Eyes Only », sur Shūeisha

#### Édition française
Édition standard
1. 1 2  « Tome 01 », sur Kurokawa
2. 1 2  « Tome 02 », sur Kurokawa
3. 1 2  « Tome 03 », sur Kurokawa
4. 1 2  « Tome 04 », sur Kurokawa
5. 1 2  « Tome 05 », sur Kurokawa
6. 1 2  « Tome 06 », sur Kurokawa
7. 1 2  « Tome 07 », sur Kurokawa
8. 1 2  « Tome 08 », sur Kurokawa
9. 1 2  « Tome 09 », sur Kurokawa
10. 1 2  « Tome 10 », sur Kurokawa
11. 1 2  « Tome 11 », sur Kurokawa
12. 1 2  « Tome 12 », sur Kurokawa
13. 1 2  « Tome 13 », sur Kurokawa
14. 1 2  « Tome 14 », sur Kurokawa
15. 1 2  « Tome 15 », sur Kurokawa

Édition limitée
1. ↑  « Tome 6 Édition limitée », sur manga-news
2. ↑  « Tome 8 Édition limitée », sur Kurokawa
3. 1 2  « Tome 9 Édition Leclerc », sur E.Leclerc
4. ↑  « Tome 9 Édition Le Comptoir du Rêve », sur Tiktok
5. ↑  « Tome 10 Édition Libraires Ensemble », sur Twitter
6. ↑  « Tome 11 Édition Ultra Collector », sur Kurokawa
7. ↑  « Tome 13 Édition Collector », sur Kurokawa
8. ↑  « Tome 15 Édition Collector », sur Kurokawa

Fanbook
1. 1 2  « Guidebook - Eyes Only », sur Kurokawa
2. 1 2  « Guidebook Édition Luxe  - Eyes Only », sur Kurokawa